# Bob Maertens
Robert „Bob” Maertens (ur. 24 stycznia 1930 w Boom  – zm. 11 stycznia 2003) – belgijski piłkarz grający na pozycji pomocnika. W swojej karierze rozegrał 12 meczów w reprezentacji Belgii.

## Kariera klubowa
Swoją karierę piłkarską Maertens rozpoczął w klubie Royal Antwerp FC. W jego barwach zadebiutował w sezonie 1948/1949 w pierwszej lidze belgijskiej. W sezonie 1954/1955 zdobył z Royalem Puchar Belgii, a w sezonie 1956/1957 wywalczył z nim mistrzostwo Belgii. W Royalu grał do końca sezonu 1958/1959.
Latem 1959 Maertens przeszedł do ROC Charleroi-Marchienne. Występował w nim do zakończenia swojej kariery, czyli do końca sezonu 1962/1963.
| Sezon   | Klub                     | Kraj   | Rozgrywki     | Mecze | Bramki |
| ------- | ------------------------ | ------ | ------------- | ----- | ------ |
| 1948/49 | Royal Antwerp FC         | Belgia | Eerste klasse | 13    | 0      |
| 1949/50 | Royal Antwerp FC         | Belgia | Eerste klasse | 13    | 0      |
| 1950/51 | Royal Antwerp FC         | Belgia | Eerste klasse | 22    | 0      |
| 1951/52 | Royal Antwerp FC         | Belgia | Eerste klasse | 30    | 1      |
| 1952/53 | Royal Antwerp FC         | Belgia | Eerste klasse | 30    | 0      |
| 1953/54 | Royal Antwerp FC         | Belgia | Eerste klasse | 29    | 0      |
| 1954/55 | Royal Antwerp FC         | Belgia | Eerste klasse | 30    | 0      |
| 1955/56 | Royal Antwerp FC         | Belgia | Eerste klasse | 27    | 1      |
| 1956/57 | Royal Antwerp FC         | Belgia | Eerste klasse | 29    | 2      |
| 1957/58 | Royal Antwerp FC         | Belgia | Eerste klasse | 29    | 2      |
| 1958/59 | Royal Antwerp FC         | Belgia | Eerste klasse | 20    | 2      |
| 1959/60 | ROC Charleroi-Marchienne | Belgia | Eerste klasse | ?     | ?      |
| 1960/61 | ROC Charleroi-Marchienne | Belgia | Eerste klasse | ?     | ?      |
| 1961/62 | ROC Charleroi-Marchienne | Belgia | Eerste klasse | ?     | ?      |
| 1962/63 | ROC Charleroi-Marchienne | Belgia | Eerste klasse | ?     | ?      |

## Kariera reprezentacyjna
W reprezentacji Belgii Maertens zadebiutował 25 lutego 1952 roku w wygranym 2:0 towarzyskim meczu z Włochami, rozegranym w Brukseli. W 1954 roku został powołany do kadry na mistrzostwa świata w Szwajcarii. Na tym turnieju był rezerwowym i nie rozegrał żadnego spotkania. Od 1952 do 1956 roku rozegrał w kadrze narodowej 12 meczów.
| Mecze i gole w reprezentacji | Mecze i gole w reprezentacji | Mecze i gole w reprezentacji | Mecze i gole w reprezentacji | Mecze i gole w reprezentacji | Mecze i gole w reprezentacji | Mecze i gole w reprezentacji |
| #                            | Data                         | Stadion                      | Rywal                        | Wynik                        | Gol                          | Rozgrywki                    |
| 1952                         | 1952                         | 1952                         | 1952                         | 1952                         | 1952                         | 1952                         |
| ---------------------------- | ---------------------------- | ---------------------------- | ---------------------------- | ---------------------------- | ---------------------------- | ---------------------------- |
| 1.                           | 24.02.1952                   | Bruksela, Belgia             | Włochy                       | 2:0                          | 0                            | towarzyski                   |
| 2.                           | 23.03.1952                   | Wiedeń, Austria              | Austria                      | 0:2                          | 0                            | towarzyski                   |
| 3.                           | 06.04.1952                   | Antwerpia, Belgia            | Holandia                     | 4:2                          | 0                            | towarzyski                   |
| 4.                           | 22.05.1952                   | Bruksela, Belgia             | Francja                      | 1:2                          | 0                            | towarzyski                   |
| 5.                           | 19.10.1952                   | Antwerpia, Belgia            | Holandia                     | 2:1                          | 0                            | towarzyski                   |
| 6.                           | 26.11.1952                   | Londyn, Anglia               | Anglia                       | 0:5                          | 0                            | towarzyski                   |
| 1953                         |                              |                              |                              |                              |                              |                              |
| 7.                           | 25.05.1953                   | Helsinki, Finlandia          | Finlandia                    | 4:2                          | 0                            | el. MŚ 1954                  |
| 8.                           | 28.05.1953                   | Solna, Szwecja               | Szwecja                      | 3:2                          | 0                            | el. MŚ 1954                  |
| 9.                           | 23.09.1953                   | Bruksela, Belgia             | Finlandia                    | 2:2                          | 0                            | el. MŚ 1954                  |
| 10.                          | 08.10.1953                   | Bruksela, Belgia             | Szwecja                      | 2:0                          | 0                            | el. MŚ 1954                  |
| 11.                          | 25.10.1953                   | Rotterdam, Holandia          | Holandia                     | 0:1                          | 0                            | towarzyski                   |
| 1956                         |                              |                              |                              |                              |                              |                              |
| 12.                          | 23.12.1956                   | Kolonia, RFN                 | RFN                          | 1:4                          | 0                            | towarzyski                   |